# 문 (단위)
문은 길이의 단위이다. 신발의 크기를 잴 때 쓴다. 1문은 약 2.4센티미터에 해당한다.